# Лема Готелінґа
В мікроекономіці, Лема Хотелінґа (англ. Hotelling's lemma) — твердження, що зв'язує пропозицію товару з прибутком виробника цього продукту. Лема вперше доведена  Гарольдом Хотелінґом, і широко застосовується в теорії фірми. 

## Лема
Твердження леми дуже просте: 
Нехай {\displaystyle y(p)} — чиста пропозиція фірми виражена в одиницях ціни певного товару({\displaystyle p}).  Тоді:
{\displaystyle y(p)={\frac {\partial \pi (p)}{\partial p}}}
де {\displaystyle \pi } — функція прибутку фірми виражена в одиницях ціни товару, за умови {\displaystyle p>0} і, що похідна існує.

### Доведення
Доведення теореми випливає з тогоо, що для фірми, що максимізує прибуток, максимум її прибутку при випуску продукції на рівні {\displaystyle y^{*}(p)}  обчислюється як мінімум {\displaystyle \pi (p^{*})-p^{*}y^{*}(p)} для деякої ціни {\displaystyle p^{*}}, а саме коли виконується {\displaystyle {\frac {\partial \pi (p)}{\partial p}}-y=0.}  Отже, {\displaystyle y(p)={\frac {\partial \pi (p)}{\partial p}}}, що і треба показати.
Доведення також випливає з теореми про згортку.